# Tunnel van Louise-Marie
De tunnel van Louise-Marie of de Spichtenbergtunnel is een spoortunnel in de Vlaamse Ardennen in het zuiden van de provincie Oost-Vlaanderen. De bakstenen boogtunnel is 414 meter lang en bevat de spoorlijn 86 tussen Ronse en Maarkedal. De spoorwegtunnel loopt deels onder de Spichtenberg (105 meter) een getuigenheuvel tussen de Keizerrei en de Ommegangstraat. De tunnel aan de kant van Nukerke heeft een hoogteligging van 82,5 meter en van 72,5 meter in Louise-Marie. In Oost-Vlaanderen is er slechts nog een andere spoortunnel in Overboelare.

## Geschiedenis
De tunnel ligt op het spoorwegtraject van Gent naar Saint-Ghislain en werd in 1857-1861 aangelegd. Het maakte een verbinding mogelijk tussen Ronse en Oudenaarde. Het was een belangrijke verbinding voor goederenverkeer (steenkool, textiel) en reizigers (mijnwerkers, textielarbeiders).
Het Duitse leger dynamiteerde de tunnel tijdens zijn terugtrekking in 1918. De Duitse rijksmaarschalk Hermann Göring en Adolf Hitler zouden de tunnel bij het begin de Tweede Wereldoorlog als schuilplaats gebruikt hebben. In augustus 1944 werd de tunnel gesaboteerd door de familie van Gaston De Vos waardoor de gekantelde locomotief de tunnel blokkeerde. De tunnel werd na de bevrijding door de Engelsen vrijgemaakt.
Door een grondverschuiving in de winter van 1966 werd het spoorwegverkeer meer dan een jaar gehinderd. De tunnel werd in 2021 gerestaureerd.

## Trivia
Omer Wattez schreef in De Vlaamsche Ardennen over de tunnel: 

We zitten in den spoorwagen in 't duister of bestraald door den flauwen schijn van een gaslichtje. In de derde klasse, waar 't volk zit, wordt er gegild en gelachen. Men heeft pret in die snelle opeenvolging van licht en duister, vooral 's Zondags onder de prille jeugd...